# 竹森裕子
竹森 裕子（たけもり ひろこ、1951年 - ）は、日本の弁護士。横浜弁護士会会長や、日本弁護士連合会副会長を務めた。

## 人物・経歴
広島県呉市の瀬戸内海の島出身。1974年一橋大学法学部卒業、一橋大学社会学部学士入学。1975年大学を休学しコンピュータソフト会社に入社。1979年に一橋大学社会学部卒業後専業主婦となるが、1985年に旧司法試験に合格し、1988年横浜弁護士会に弁護士登録。2007年横浜弁護士会副会長。2015年から横浜弁護士会会長を務め、神奈川県弁護士会への名称変更にあたった。2018年日本弁護士連合会副会長。

## 著書
- 『円満に別れるための離婚の方法 : 他人に相談する前に知っておきたい!』かんき出版 1996年、改訂増補2004年
- 『後悔しない離婚のすすめ方』（監修）池田書店 1999年